# Aviasales
Aviasales是一个旅游元搜索平台。  Aviasales主要将用户重定向到航空公司和在线旅行网站。 Aviasales于2007年推出 ，目前在东欧、獨立國家聯合體、亚洲和美国等14个国家开展业务。 2011年8月，該公司在香港注册成立，名称为Go Travel Un Limited  ，总部位于泰國普吉府。 